# Albatera
Albatera – gmina w Hiszpanii, w prowincji Alicante, we wspólnocie autonomicznej Walencja, o powierzchni 61,54 km². W 2011 roku liczyła 11 936 mieszkańców.
Pochodzenie nazwy miejsca jest niepewne.